# Potencial de campo local
Potenciais de campo local (LFP, do inglês Local Field Potentials) são sinais elétricos transientes gerados em nervos e outros tecidos pela atividade elétrica somada e síncrona das células individuais (por exemplo, neurônios) naquele tecido. LFP são sinais "extracelulares", o que significa que são gerados por desequilíbrios transitórios nas concentrações de íons nos espaços fora das células, resultantes da atividade elétrica celular. Os LFP são considerados "locais" porque são registrados por um eletrodo posicionado próximo às células geradoras. Como resultado da lei do inverso do quadrado (Inverse-square law), esses eletrodos só conseguem "enxergar" potenciais dentro de um raio espacialmente limitado. Eles são chamados de "potenciais" porque são gerados pela voltagem resultante da separação de cargas no espaço extracelular. São considerados "campos" (fields) porque essas separações de cargas extracelulares essencialmente criam um campo elétrico local. Os LFP são tipicamente registrados com um microeletrodo de alta impedância colocado no meio da população de células que os gera. Eles podem ser registrados, por exemplo, por meio de um microeletrodo inserido no cérebro de um humano ou animal, ou em uma fatia fina de cérebro in vitro.

## Contexto
Durante as gravações de potenciais de campo local (LFP), o sinal é registrado por meio de um microeletrodo extracelular posicionado a uma distância suficiente dos corpos celulares de neurônios individuais, de modo a evitar que a atividade de uma única célula domine o sinal eletrofisiológico. Esse sinal bruto é então processado por um filtro passa-baixo com frequência de corte em torno de ~300 Hz, com o objetivo de isolar o componente de baixa frequência correspondente ao LFP. Esse sinal pode ser registrado eletronicamente ou visualizado em um osciloscópio para análise posterior. A baixa impedância do eletrodo, aliada ao seu posicionamento adequado, permite que a atividade elétrica de um grande número de neurônios contribua simultaneamente para o sinal registrado. O sinal não filtrado reflete a soma dos potenciais de ação de neurônios localizados em uma faixa aproximada de 50–350 μm da ponta do eletrodo, bem como de eventos iônicos mais lentos, provenientes de regiões localizadas a até 0,5–3 mm da ponta do eletrodo. O filtro passa-baixo remove o componente de alta frequência associado aos potenciais de ação (picos), preservando apenas o sinal de baixa frequência — o potencial de campo local (LFP).
O voltímetro, ou conversor analógico-digital ao qual o microeletrodo está conectado, mede a diferença de potencial elétrico (em volts) entre o microeletrodo e um eletrodo de referência. Uma extremidade do eletrodo de referência também é conectada ao voltímetro, enquanto a outra é inserida em um meio contínuo cuja composição é idêntica à do meio extracelular. Em um fluido simples, sem componentes biológicos presentes, haveria apenas pequenas flutuações na diferença de potencial medida ao redor de um ponto de equilíbrio — esse fenômeno é conhecido como ruído térmico. Ele ocorre devido ao movimento aleatório de íons no meio e de elétrons nos eletrodos. Entretanto, quando o microeletrodo é inserido em tecido neural, a abertura de canais iônicos na membrana celular permite o fluxo líquido de íons — seja do meio extracelular para o interior da célula, seja no sentido inverso. Essas correntes locais produzem alterações significativas no potencial elétrico entre o meio extracelular adjacente e o interior do microeletrodo de gravação. O sinal registrado, portanto, representa o potencial elétrico resultante da soma de todas as correntes locais que ocorrem nas proximidades da superfície do eletrodo.

## Entrada sincronizada

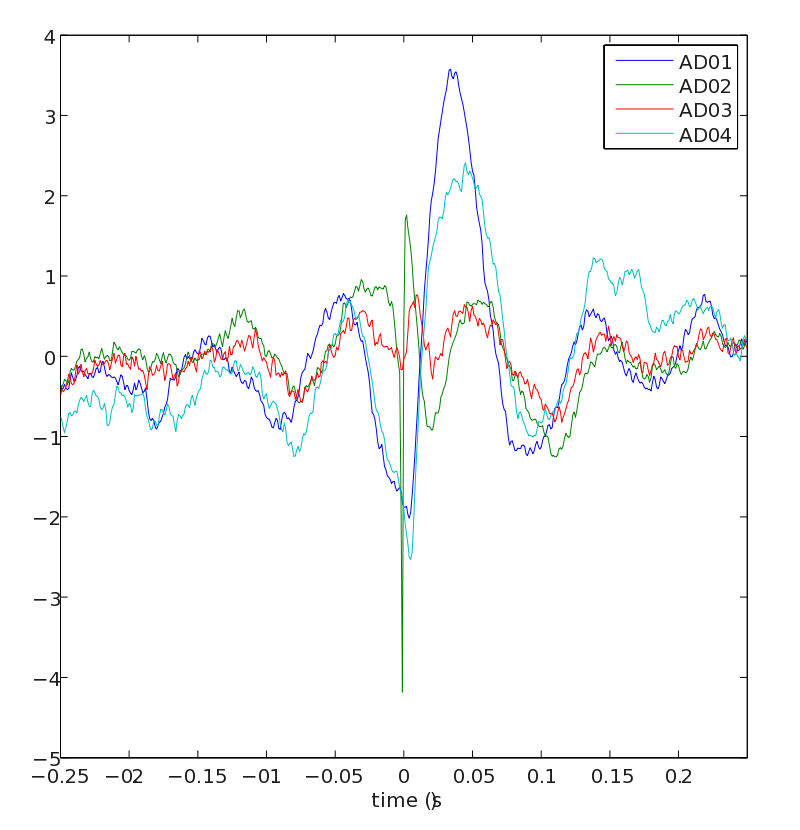
Médias de LFP desencadeadas por picos de 4 locais de gravação. O pico é a deflexão acentuada para baixo em t = 0. O pico é precedido por oscilações lentas (alfa), o pico ocorre no vale do LFP.

Acredita-se que o potencial de campo local (LFP) represente a soma das entradas sinápticas recebidas na área observada, em contraste com os picos, que refletem a saída gerada por essa área. As flutuações rápidas nos registros extracelulares são causadas, em sua maioria, pelas correntes breves de entrada e saída associadas aos potenciais de ação, enquanto o LFP é composto por correntes mais sustentadas nos tecidos, geradas pela atividade sináptica — mais especificamente, pelos potenciais pós-sinápticos excitatórios (EPSCs) e inibitórios (IPSCs). Modelos orientados por dados demonstraram a existência de uma relação preditiva entre os LFPs e a atividade de disparo neuronal (os picos). Um método comum para investigar oscilações de LFP associadas a espikes consiste no cálculo da média disparo-deflagrada (spike-triggered average). Esse procedimento é realizado posteriormente à gravação (off-line), detectando os espikes como deflexões rápidas para baixo no sinal, recortando as janelas temporais em torno do espike (±250 ms) e, em seguida, calculando a média dos trechos alinhados ao espike para cada ponto de gravação. Como alternativa, os espikes podem ser removidos dos traços da gravação extracelular por meio de filtragem passa-baixo, revelando assim apenas o componente de baixa frequência — o LFP.

## Arranjo geométrico
As células que contribuem para as variações lentas do potencial de campo local (LFP) são influenciadas pela configuração geométrica dessas próprias células. Em certos tipos celulares, como as células piramidais, os dendritos estão orientados predominantemente em uma direção, enquanto o soma está em outra — essa disposição é conhecida como arranjo geométrico de campo aberto (open field geometry). Quando há ativação sináptica simultânea nos dendritos dessas células, um dipolo elétrico forte é gerado, contribuindo significativamente para o LFP. Por outro lado, em células com dendritos organizados de forma mais radial — isto é, distribuídos simetricamente ao redor do soma —, as diferenças de potencial entre dendritos opostos tendem a se cancelar mutuamente. Esse tipo de disposição é chamado de arranjo geométrico de campo fechado (closed field geometry). Como consequência, a diferença de potencial líquida gerada pela ativação simultânea dos dendritos é muito pequena, e a contribuição ao LFP é mínima. Dessa forma, as mudanças observadas no potencial de campo local refletem principalmente eventos dendríticos sincronizados em populações de células com geometria de campo aberto.

## Interpretação simples de LFP
Interpretar o potencial de campo local (LFP) com base nas características da atividade neuronal ainda representa um desafio significativo. No entanto, sabe-se, ao menos, que neurônios eletricamente compactos — ou seja, aqueles cujas regiões somáticas e dendríticas não apresentam separação espacial ou elétrica significativa — não contribuem de forma relevante para o LFP. Dessa forma, o modelo mínimo utilizado para estimar a contribuição de uma célula ao LFP é o modelo de dois compartimentos, que considera separadamente os compartimentos dendrítico e somático. Segundo esse modelo, o LFP é determinado principalmente pela corrente transmembranar que flui entre essas duas regiões celulares. O componente sináptico dessa corrente é, em primeira aproximação, proporcional à diferença de potencial entre as membranas dendrítica e somática, e é somado ao componente de pico (associado aos potenciais de ação).

## Filtragem passa-baixa do espaço extracelular
Parte da filtragem passa-baixa que contribui para a formação dos potenciais de campo local (LFPs) é atribuída às propriedades elétricas complexas do espaço extracelular. O espaço extracelular não é homogêneo — ele é formado por uma matriz intricada composta por fluidos altamente condutivos, membranas celulares com propriedades capacitivas e regiões de baixa condutividade. Essa estrutura heterogênea confere ao meio extracelular características que atuam naturalmente como um filtro passa-baixa, atenuando componentes de alta frequência dos sinais elétricos. Além disso, a difusão iônica, que tem um papel importante nas flutuações do potencial de membrana, também pode contribuir para essa filtragem, funcionando como um mecanismo adicional de atenuação de sinais rápidos. Assim, os LFPs refletem, em parte, os efeitos filtrantes inerentes ao ambiente extracelular neural.